# Agus Gumiwang Kartasasmita
Agus Gumiwang Kartasasmita, né le 3 janvier 1969 à Jakarta, est un homme politique indonésien. Ministre des Affaires sociales à la fin de la première présidence de Joko Widodo, il est ministre de l'Industrie depuis le 24 août 2019. 

## Vie personnelle et éducation
Agus Kartasasmita naît le 3 janvier 1969 à Jakarta. Son père est Ginandjar Kartasasmita (en), ancien président du Conseil représentatif des régions, la chambre haute du parlement indonésien. Il est un temps scolarisé au Canisius High School, lycée privé catholique de New York, avant de rejoindre, en 1985, le Knox High School. À partir de 1991, il étudie le commerce à la Pacific Western University, en Californie, dont il est diplômé en 1994 d'une licence. 
Plus tard, il étudie pendant deux ans à l'Université Pasundan (Bandung) avant d'obtenir en 2009 une maîtrise en administration publique, puis en 2014 un doctorat en administration. 

## Parcours politique
Agus Kartasasmita commence son parcours politique lorsqu'il est élu au Conseil représentatif du peuple (DPR) en 1998, mandat qu'il occupera jusqu'en 2004. Il siège alors à la Commission I du DPR (Défense, Affaires Étrangères, Information). 
Après les élections législatives de 2009, il fait son retour au DPR. Pendant ce mandat, il est notamment vice-président de la Commission I. Il est réélu en 2014 et siège alors à la Commission XI (Finances). Début 2015, il est nommé secrétaire du groupe parlementaire du Golkar au Conseil des représentants du peuple. 
À l'occasion d'un léger remaniement du Cabinet de Travail du président de la République Joko Widodo en août 2018, il est nommé ministre des Affaires sociales en remplacement d'Idrus Marham. 
À la suite de la réélection du président en octobre 2019, il est nommé ministre de l'Industrie, au sein du Cabinet Indonésie En avant. 